# Razione A

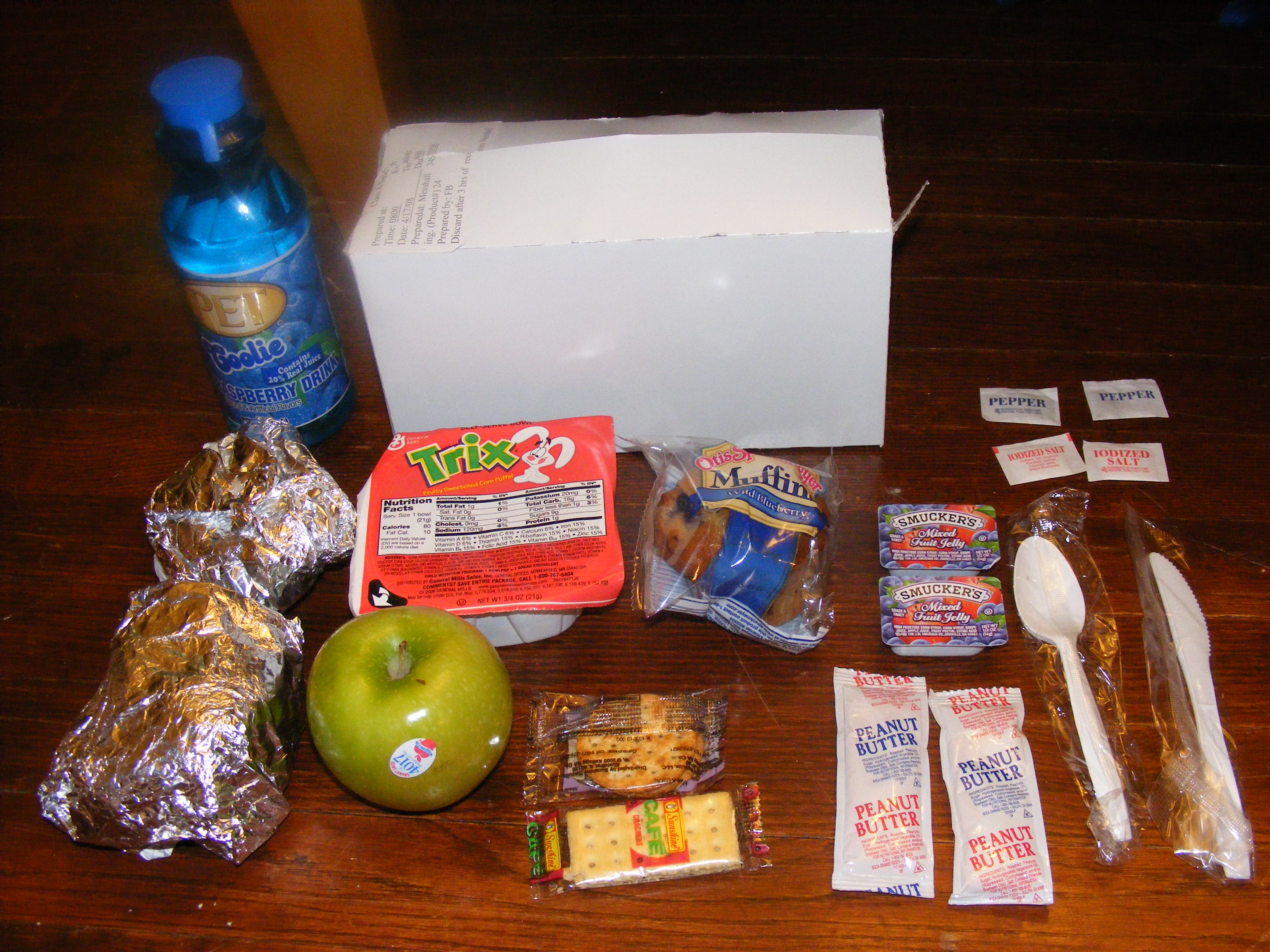
Razione A emessa dal corpo dei Marines, colloquialmente nota come "bag nasty" o "box nasty". In questo caso la scatola conteneva due panini, cereali, frutta fresca, cracker, burro di arachidi, marmellata, muffin, sale, pepe e una bevanda.

Razione A è un termine usato dalle forze armate degli Stati Uniti per un pasto fornito alle truppe, che viene preparato utilizzando cibi freschi, refrigerati o surgelati. L'uso di alimenti freschi, refrigerati o congelati distingue le razioni A dalle razioni B, che utilizzano ingredienti in scatola o conservati per consentire loro di essere serviti senza adeguati impianti di refrigerazione o nel congelatore. Pasti della razione A possono essere serviti in strutture per la ristorazione ( "dFac"), preparati sul campo con l'uso di cucine da campo, o preparati in un impianto fisso e trasportati in posizioni di campo in contenitori.